# Бе Д'Ирфе (Квебек)
Бе Д'Ирфе (фр. Baie-D'Urfé) је град у Канади у покрајини Квебек. Према резултатима пописа 2011. у граду је живело 3.850 становника.

## Становништво
Према резултатима пописа становништва из 2011. у граду је живело 3.850 становника, што је за 1,3% мање у односу на попис из 2006. када је регистровано 3.902 житеља.
| 2006. | 2011. | 2016. |
| ----- | ----- | ----- |
| 3.902 | 3.850 | 3.823 |